# Máscara de mergulho

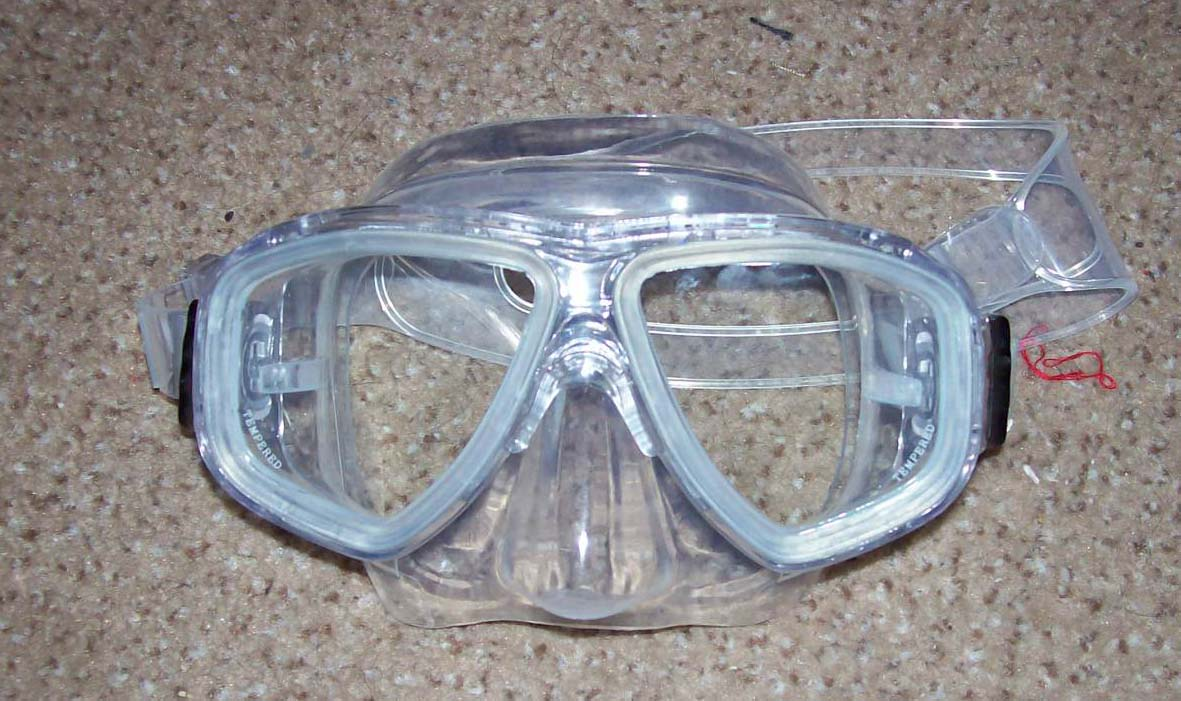
Uma máscara de mergulho de silicone

A máscara de mergulho dá uma visão nítida do fundo do mar ao mergulhador, porque os raios de luz não podem ser focados sem a presença de uma camada de ar antes do olhos, permitida pela máscara. Outro efeito curioso da visão do mar é o aumento e a aproximação aparentes dos objetos em proporção cerca de 25% maior e até 2/3 mais perto que a realidade. Desse modo, se um mergulhador contar que viu um peixe de um metro, deve-se entender algo em torno de 75 centímetros, um efeito conhecido como refração.